# Todd Simpson
Todd William Simpson (* 28. Mai 1973 in North Vancouver, British Columbia) ist ein ehemaliger kanadischer Eishockeyspieler, der im Verlauf seiner aktiven Karriere zwischen 1991 und 2007 unter anderem 589 Spiele für die Calgary Flames, Florida Panthers, Phoenix Coyotes, Mighty Ducks of Anaheim, Ottawa Senators, Chicago Blackhawks und Canadiens de Montréal in der National Hockey League (NHL) auf der Position des Verteidigers bestritten hat. Zwischen 1997 und 1999 fungierte Simpson, der im Jahr 2005 mit den Herning Blue Fox die Dänische Meisterschaft gewann und in der Saison 2006/07 für die Hannover Scorpions in der Deutschen Eishockey Liga (DEL) auflief, als Mannschaftskapitän der Calgary Flames.

## Karriere
Simpson begann seine Juniorenkarriere zunächst in der Saison 1990/91 bei den Fort Saskatchewan Traders in der Alberta Junior Hockey League (AJHL). Anschließend verbrachte er ein Jahr lang an der Brown University in der ECAC Hockey, einer Division im Spielbetrieb der National Collegiate Athletic Association (NCAA). Nach einem Jahr kehrte der Verteidiger jedoch wieder in den Spielbetrieb der kanadischen Juniorenligen zurück und lief in der Western Hockey League (WHL) für die Tri-City Americans und später die Saskatoon Blades auf.
Nachdem der Enforcer während seiner Juniorenzeit ungedraftet geblieben war, unterschrieb er im Juli 1994 als Free Agent einen Vertrag bei den Calgary Flames aus der National Hockey League (NHL). Die Verantwortlichen der Flames setzten den Linksschützen zunächst allerdings in der American Hockey League (AHL) beim damaligen Farmteam Saint John Flames ein. Sein NHL-Debüt feierte er in der Saison 1995/96, als er sechs Mal das Trikot der Calgary Flames trug. Bereits im folgenden Jahr gehörte er zum Stammkader und seine körperbetonte Spielweise ließ ihn die Rookies in der Saison 1996/97 bei den Strafminuten anführen. Ab dem Beginn der Saison 1997/98 fungierte der 24-Jährige als Mannschaftskapitän der Flames. In die Saison 1999/00 startete Simpson im Trikot der Florida Panthers, nachdem er in einem Transfergeschäft mit Bill Lindsay das Team gewechselt hatte. Nachdem er dort fast zwei Spielzeiten verbracht, die Spielzeit 2000/01 aber aufgrund einer Gehirnerschütterung weitgehend verpasst hatte, wurde er im März 2001 für ein Zweitrunden-Wahlrecht im NHL Entry Draft 2001 zu den Phoenix Coyotes abgegeben. Für die Coyotes lief der Kanadier bis zum Ende der Saison 2002/03 auf.
Ab der Saison 2003/04 war die Karriere Simpsons von zahlreichen Wechseln geprägt. Über den NHL Waiver Draft gelangte er im Oktober 2003 zu den Mighty Ducks of Anaheim. Die Mighty Ducks transferierten ihn nach nur 46 Einsätzen im Februar 2004 im Tausch für Pjotr Stschastliwy zu den Ottawa Senators, wo er das Spieljahr beendete. Durch den Lockout der NHL-Saison 2004/05 überbrückte der Abwehrspieler die Saison in der dänischen Oddset Ligaen bei den Herning Blue Fox, mit denen er am Saisonende den Gewinn der Dänischen Meisterschaft feierte. Anschließend kehrte er zum Spieljahr 2005/06 nach Nordamerika zurück, wo er als Free Agent bei den Chicago Blackhawks anheuerte. Nach einem abermaligen Wechsel im März 2006 im Tausch für ein Sechstrunden-Wahlrecht im NHL Entry Draft 2006 beendete er die Saison bei den Canadiens de Montréal.
Nach diesen vielen Wechseln, entschied sich Defensivspieler zur Saison 2006/07 für eine Rückkehr nach Europa. Er unterzeichnete einen Vertrag bei den Hannover Scorpions aus der Deutschen Eishockey Liga (DEL). Nachdem er dort eine gute Spielzeit absolviert hatte, erhielt er im März 2007 einen Vertrag bei den New York Islanders. Allerdings kam er nicht zum Einsatz, da er eine Sperre von zwölf Spielen absitzen musste, die er sich im letzten Playoff-Spiel in der DEL eingehandelt hatte. Nach der Spielzeit 2006/07 beendete Simpson im Alter von 34 Jahren seine aktive Karriere. In der Spielzeit 2008/09 arbeitete Simpson kurzzeitig als Scout bei den Tampa Bay Lightning in der NHL.

## Erfolge und Auszeichnungen
- 2005 Dänischer Meister mit den Herning Blue Fox

## Karrierestatistik
(Legende zur Spielerstatistik: Sp oder GP = absolvierte Spiele; T oder G = erzielte Tore; V oder A = erzielte Assists; Pkt oder Pts = erzielte Scorerpunkte; SM oder PIM = erhaltene Strafminuten; +/− = Plus/Minus-Bilanz; PP = erzielte Überzahltore; SH = erzielte Unterzahltore; GW = erzielte Siegtore; 1 Play-downs/Relegation; Kursiv: Statistik nicht vollständig)